# Čivčije Osječanske
Čivčije Osječanske är ett samhälle i Bosnien och Hercegovina.   Det ligger i entiteten Republika Srpska, i den centrala delen av landet, 110 km norr om huvudstaden Sarajevo. Čivčije Osječanske ligger 272 meter över havet och antalet invånare är 344.
Terrängen runt Čivčije Osječanske är huvudsakligen kuperad, men västerut är den platt. Närmaste större samhälle är Doboj, 13,9 km sydväst om Čivčije Osječanske. 
I omgivningarna runt Čivčije Osječanske växer i huvudsak lövfällande lövskog. Runt Čivčije Osječanske är det ganska tätbefolkat, med 93 invånare per kvadratkilometer.